# Якоб Християн Якобсен
Якоб Християн Якобсен (2 вересня 1811 — 30 квітня 1887) — данський підприємець і меценат. Відомий, як засновник пивоварні Carlsberg.

## Життєпис
Не мав академічної освіти, хоча відвідував лекції Ганса Крістіана Ерстеда . У 1840-х він усвідомив, що виробництво пива має здійснюватися на науковому методі виробництва.
1847 року він заснував пивоварню Carlsberg, названу на честь його сина, Карла Якобсена. Відтоді й донині ця пивоварня розташована у Вальбю, на околиці Копенгагена. 1875 року він заснував Лабораторію Carlsberg. Виявляв інтерес до державних справ та підтримував Націонал-ліберальну партію Данії, поступово стаючи консервативнішим. Крім того, він був відомим меценатом. Після пожежі замку Фредеріксборг у 1859 році він організував збір коштів на його відновлення.
1876 року Якобсен заснував фонд Carlsberg. Конфлікт із сином Карлом призвів до того, що Карл 1882 року заснував броварню «Ny Carlsberg». Однак у 1886 році батько й син примирилися і 1902 року дві компанії об'єднано.
Його син Карл Якобсен також створив одну з найбільших приватних колекцій картин свого часу. Нині вона міститься в музеї Копенгагена.